# ヘイリー・マリー・コール
ヘイリー・マリー・コール（Hayley Marie Kohle、1982年5月6日 - 2008年10月11日）は、2000年代に活動したカナダの女性ファッションモデル。世界各国のモデル事務所と契約を交わし国際的な活動を見せたものの、2008年に26歳で死去した。自殺と見られる。

## 来歴
マニトバの生まれ。所属していたモデル事務所の寄せる情報によれば、モデル業を開始したのは2000年。一方、姉妹にあたる人物の寄せる情報によれば、2002年に地元のモデル選抜大会に出場し優勝する。そこからモデル業を開始した。
カナダのトロント、アメリカのニューヨーク、ギリシャのアテネ、イタリアのミラノ、ドイツのハンブルク、ならびにイギリスのロンドンのモデル事務所と契約した。
これらの都市を舞台に国際的なモデル活動を展開、その期間は7年間に及んだ。

## 死
2008年10月11日、ヘイリーはイタリアのミラノ市内で遺体となって発見された。7階建てアパートのベランダから転落した末の死亡であった。飛び降り自殺と見られた。
現地のモデル事務所と契約を交わし同市に滞在し始めてちょうど1年が経過していた時期のことであった。
ヘイリーが契約していたミラノの事務所の代表にあたる人物によれば、ヘイリーは『なんの前触れもなかった』。煙草を吸いにゆく旨を仕事仲間らに伝え歩み去った直後のことであったという。
さらに姉妹にあたる人物によれば、死後にヘイリーの電子メールのアカウントを調査したところ、最後のメールはその死の数日前に送信していたもので、大きな仕事が取れたという『吉報』を興奮気味に綴った内容のものであったという。
ヘイリーの地元・マニトバのカトリック教会を場として20日にその追悼式が執り行われた。

### 波紋
ノエミ・ルノワールの自殺未遂、アンブローズ・オルセンの首吊り自殺、キム・ダウルの首吊り自殺、ルスラナ・コルシュノワの飛び降り自殺、リナ・マルランダの飛び降り自殺など、ファッションモデルらの自殺の『流行』的現象が物議を醸していた時期にあっての死であった。ゆえにその死もこれらと同じ文脈において語られたことがあった。